# Setenta y siete
El setenta y siete (77) es el número natural que sigue al setenta y seis y precede al setenta y ocho.

## Propiedades matemáticas
- Es un número compuesto, que tiene los siguientes factores propios: 1, 7 y 11. Como la suma de sus factores es 19 < 77, se trata de un número defectivo.
- Es la suma de tres cuadrados consecutivos: 77 = 4² + 5² + 6².
- Es la suma de los ocho primeros números primos: 77 = 2 + 3 + 5 + 7 + 11 + 13 + 17 + 19.
- El 77 es capicúa y número semiprimo al ser el producto de 7x11 (dos números primos), que también son capicúas

## Características
- Es el número atómico del iridio (Ir).
- Hay una Red de satélites artificiales de comunicaciones que se llama Iridium porque inicialmente se pensó en que serían 77 satélites. Después se pensó en lanzar algunos menos, pero el nombre sobrevivió.
- Año de gran importancia en círculos antifascistas por ser el inicio del movimiento punk y de la politización hacia la izquierda de skinheads.

- Datos: Q713167
- Multimedia: 77 (number) / Q713167